# Joani Blank
Joani Blank (Boston, 4 de julio de 1937 - Oakland, 6 de agosto de 2016) fue una emprendedora, escritora, videógrafa, activista de la covivienda, filántropa, inventora en el campo de la sexualidad y pionera en educación sexual estadounidense. Fue pionera con sus publicaciones, sex store y otros esfuerzos en la promoción del feminismo sexualmente liberal. Sus trabajos forman parte de la Colección de Sexualidad Humana de la Biblioteca de la Universidad Cornell.

## Trayectoria
Blank nació en Boston. En 1971 se trasladó a San Francisco. Estudió antropología y sociología en el Oberlin College de Ohio, y salud pública en la Universidad de Hawái y en la Universidad de Carolina del Norte en Chapel Hill.
En 1975, fundó la editorial de sexualidad Down There Press. Trabajó en la Universidad de California en San Francisco con el terapeuta sexual Lonnie Barbach con personas que tenían dificultades para alcanzar el orgasmo. En 1977 fundó Good Vibrations en San Francisco, el segundo sex shop feminista de Estados Unidos, habiendo sido el primero el fundado en 1974 por Dell Williams en Nueva York, Eve's Garden. Blank era coleccionista de vibradores antiguos y los expuso en su tienda Good Vibrations, que más tarde pasaron a formar parte del Museo de Vibradores Antiguos de San Francisco.
Lynn Comella escribió que Blank convirtió "su pequeña tienda de vibradores en un centro de recursos sexuales para cualquiera que pudiera entrar. Sintió que hablar de sexo debería ser tan informal como hablar del tiempo; también creía que la información sexual era un derecho de nacimiento y que nadie debía sentirse avergonzado o avergonzado por querer más placer en su vida".
Colaboró con la fotógrafa Honey Lee Cottrell en I Am My Lover, que fue publicado en 1978 por Down There Press. En este libro, emparejó las fotografías de mujeres de Cottrell con sus reflexiones escritas sobre la masturbación y sobre cómo aprender a darse placer a sí mismas. Junto a los libros feministas de segunda ola Nuestros cuerpos, nuestras vidas (1971) y Betty Dodson's Liberating Masturbation: A Meditation on Self Love (1974) educaba a las mujeres sobre sus cuerpos y las empoderaba para tener una vida sexual positiva.
Fue una de las primeras voluntarias en San Francisco Sex Information y fue miembro de la Junta Directiva de la Sociedad para el Estudio Científico de la Sexualidad. Blank también es conocida como la inventora del vibrador Butterfly y Titattoos (ahora Intimate Art Tattoos).
Vivió en covivienda desde 1992 y colaboró durante ocho años en la junta de la Asociación de Covivienda de los Estados Unidos.
Blank murió de cáncer de páncreas el 6 de agosto de 2016 en su hogar de covivienda de Oakland, menos de dos meses después de su diagnóstico.

## Obra
- Contributing author, That Takes Ovaries!: Bold Females and Their Brazen Acts, Three Rivers Press, 2002
- Editor, Still Doing It: Men and Women Over Sixty Write About Their Sexuality, Down There Press, 2000
- Co-author (with Ann Whidden), Good Vibrations: The New Complete Guide to Vibrators, Down There Press, 2000 (see also 1976, below)
- Editor, I Am My Lover: Women Pleasure Themselves, Down There Press, 1997
- Editor, First Person Sexual: Women and Men Write About Self-Pleasuring, Down There Press, 1996
- Editor, Femalia, Down There Press, 1993
- A Kid's First Book About Sex, Down There Press, 1993
- I Am My Lover, Down There Press, 1978.[16]
- The Playbook for Kids About Sex, Down There Press, 1978
- The Playbook for Men About Sex, Down There Press, 1976
- Good Vibrations: Being a Treatise on the Use of Machines in the Indolent Indulgence of Erotic Pleasure-Seeking Together with Important Hints on the Acquisition, Care, and Utilization of Said Machines and Much More about the Art and Science of Buzzing Off, Down There Press, 1976
- The Playbook for Women About Sex, Down There Press, 1975

## Filmografía
- Orgasm: Faces of Ecstasy, Blank Tapes and Libido Films, 2004 (with Jack Hafferkamp and Marianna Beck).
- Carol Queen's Great Vibrations: An Explicit Guide to Vibrators, Blank Tapes, ~1997.